# ドミトリー・パトルシェフ
ドミトリー・ニコラエヴィチ・パトルシェフ（ロシア語: Дмитрий Николаевич Патрушев, ラテン文字転写: Dmitry Nikolayevich Patrushev,1977年10月13日 - ）は、ロシア連邦の政治家、銀行家である。農業大臣を務めた。2024年より副首相（農業・天然資源・生態系保護担当）を務めている。
連邦保安庁長官、安全保障会議書記を歴任し、2024年より大統領補佐官を務めているニコライ・パトルシェフは父。

## 経歴
1977年10月13日にレニングラードで生まれた。1999年に国立経営大学を卒業し、経営学の学位を取得。同年、運輸省に入省。2002年から2004年まで、外交アカデミーで専門分野である「世界経済」を学び、同年、VTB銀行に入行した。また、2006年にFSBアカデミーを卒業した。2007年以降、VTB銀行の上級副社長を務める。2010年から2018年までロシア農業銀行の頭取と監査役員を務め、この際、パトルシェフは個人や企業に提供する商品やサービスを拡充した。新保険および投資事業部門が設立され、銀行は農産業複合体への支援を強化した。さらに、2010年から2017年にかけて、ロシア農業銀行の融資ポートフォリオは4倍に増加した。2017年のその額は2兆9700億ルーブルと推定されている。加えて、2016年から2021年まで、ガスプロム取締役を務めた。

### 農相
2018年5月18日、ウラジーミル・プーチン政権下の第2次ドミートリー・メドヴェージェフ内閣で農業大臣に任命され、続くミハイル・ミシュスティン内閣でも再任された。パトルシェフの指揮のもと、国家事業として「農村地域の総合開発」が実施された。この事業は2020年末までに、ロシアの82地域をカバーし、600万人に影響を及ぼした。

### 副首相
2024年5月12日、第2次ミハイル・ミシュスティン内閣で農業・天然資源・生態系保護担当の連邦政府副議長（副首相）に任命された。

### 制裁
ナワリヌイ事件とロシアのウクライナ侵攻を受けて、イギリス、カナダ、オーストラリア、ウクライナ、ニュージーランドがパトルシェフに対して制裁を課した。